# Тавричанка (Восточно-Казахстанская область)
Тавричанка (каз. Тавричанка) — упразднённое село в Бородулихинском районе Восточно-Казахстанской области Казахстана. Входило в состав Таврического сельского округа. Ликвидировано в 2000-е годы.

## Население
По данным переписи 1999 года в селе постоянное население отсутствовало.